# سیارک ۱۳۲۸۱
سیارک ۱۳۲۸۱ (به انگلیسی: 13281 Aliciahall، نامگذاری:1998QW45) سیزده هزار و دویست و هشتاد و یکمین سیارک کشف شده‌است که در ۱۷ اوت ۱۹۹۸ کشف شد.
قدر مطلق سیارک برابر ۱۳.۵ است.